# Bridgetown (Wexford)
Bridgetown (En Irlandés Baile an Droichid) es una localidad rural situada en el condado de Wexford de la provincia de Leinster (República de Irlanda), con una población en 2016 de 462 habitantes.
Se encuentra ubicada al sureste del país, cerca de la cadena de las montañas de Blackstairs y de la costa del mar de Irlanda.

## Educación
La escuela secundaria mixta local, Bridgetown College, reúne estudiantes del sureste del condado de Wexford.
Fundada en 1960, una extensión de la escuela secundaria fue inaugurada por la entonces ministra de educación Mary O'Rourke en 1984, en 2008 hubo otra ampliación más moderna.

## Transporte

### Ferrocarril
La estación de ferrocarriles de Bridgetown fue inaugurada el 1 de agosto de 1906. El servicio consistía en un solo tren que hacia una ruta entre el europuerto de Rosslare y Waterford (Plunkett), no había servicio los domingos Este servicio de ferrocarril cesó haciendo su último servicio en septiembre de 2010.
Aun así la línea sigue siendo mantenida.